# 千葉県長生村の寺院一覧
千葉県長生村の寺院一覧（ちばけんちょうせいむらのじいんいちらん）は、千葉県長生郡長生村にある寺院の一覧。

## 一覧
- 本延寺　長生村指定文化財の多宝塔がある。
- 陽光寺　応永12年（1405年）日仙の開山で創建。
- 大法寺　永禄4年（1561年）日精の開山で創建。
- 万福寺　天文3年（1534年）日演の開山で創建。山号は円聚山。
- 宮前寺　天文3年（1534年）日正の開山で創建。山号は神力山。
- 本養寺
- 法輪寺　文明元年（1469年）日安の開山で創建。山号は高郷山。明治16年（1883年）現在の寺号に改めた。
- 関根寺　応永30年（1423年）東光院日顕の開山で創建。山号は実相山。
- 東泉寺　永正6年（1509年）日衆の開山で創建。山号は栄海山。日海（藻原寺5世）はこの寺へ隠居した。

## 関連資料
- 長生村史